# ISO 3166-2:VN
ISO 3166-2:VN là tiêu chuẩn ISO để xác định mã địa lý: nó là một tập hợp con của ISO 3166-2 được áp dụng cho Việt Nam.

## Bản tin
- ISO 3166-2:2000-06-21
- ISO 3166-2:2002-05-21
- ISO 3166-2:2005-09-13

## Mã
Các mã còn được tiếp tục bổ sung
| Mã    | Tên địa phương        | cấp hành chính                  |
| ----- | --------------------- | ------------------------------- |
| VN-44 | An Giang              | tỉnh                            |
| VN-43 | Bà Rịa – Vũng Tàu     | tỉnh                            |
| VN-54 | Bắc Giang             | tỉnh                            |
| VN-53 | Bắc Kạn               | tỉnh                            |
| VN-55 | Bạc Liêu              | tỉnh                            |
| VN-56 | Bắc Ninh              | tỉnh                            |
| VN-50 | Bến Tre               | tỉnh                            |
| VN-31 | Bình Định             | tỉnh                            |
| VN-57 | Bình Dương            | tỉnh                            |
| VN-58 | Bình Phước            | tỉnh                            |
| VN-40 | Bình Thuận            | tỉnh                            |
| VN-59 | Cà Mau                | tỉnh                            |
| VN-04 | Cao Bằng              | tỉnh                            |
| VN-33 | Đắk Lắk               | tỉnh                            |
| VN-72 | Đắk Nông              | tỉnh                            |
| VN-71 | Điện Biên             | tỉnh                            |
| VN-39 | Đồng Nai              | tỉnh                            |
| VN-45 | Đồng Tháp             | tỉnh                            |
| VN-30 | Gia Lai               | tỉnh                            |
| VN-03 | Hà Giang              | tỉnh                            |
| VN-63 | Hà Nam                | tỉnh                            |
| VN-23 | Hà Tĩnh               | tỉnh                            |
| VN-61 | Hải Dương             | tỉnh                            |
| VN-73 | Hậu Giang             | tỉnh                            |
| VN-14 | Hòa Bình              | tỉnh                            |
| VN-66 | Hưng Yên              | tỉnh                            |
| VN-34 | Khánh Hòa             | tỉnh                            |
| VN-47 | Kiên Giang            | tỉnh                            |
| VN-28 | Kon Tum               | tỉnh                            |
| VN-01 | Lai Châu              | tỉnh                            |
| VN-35 | Lâm Đồng              | tỉnh                            |
| VN-09 | Lạng Sơn              | tỉnh                            |
| VN-02 | Lào Cai               | tỉnh                            |
| VN-41 | Long An               | tỉnh                            |
| VN-67 | Nam Định              | tỉnh                            |
| VN-22 | Nghệ An               | tỉnh                            |
| VN-18 | Ninh Bình             | tỉnh                            |
| VN-36 | Ninh Thuận            | tỉnh                            |
| VN-68 | Phú Thọ               | tỉnh                            |
| VN-32 | Phú Yên               | tỉnh                            |
| VN-24 | Quảng Bình            | tỉnh                            |
| VN-27 | Quảng Nam             | tỉnh                            |
| VN-29 | Quảng Ngãi            | tỉnh                            |
| VN-13 | Quảng Ninh            | tỉnh                            |
| VN-25 | Quảng Trị             | tỉnh                            |
| VN-52 | Sóc Trăng             | tỉnh                            |
| VN-05 | Sơn La                | tỉnh                            |
| VN-37 | Tây Ninh              | tỉnh                            |
| VN-20 | Thái Bình             | tỉnh                            |
| VN-69 | Thái Nguyên           | tỉnh                            |
| VN-21 | Thanh Hóa             | tỉnh                            |
| VN-46 | Tiền Giang            | tỉnh                            |
| VN-51 | Trà Vinh              | tỉnh                            |
| VN-07 | Tuyên Quang           | tỉnh                            |
| VN-49 | Vĩnh Long             | tỉnh                            |
| VN-70 | Vĩnh Phúc             | tỉnh                            |
| VN-06 | Yên Bái               | tỉnh                            |
| VN-CT | Cần Thơ               | thành phố trực thuộc trung ương |
| VN-DN | Đà Nẵng               | thành phố trực thuộc trung ương |
| VN-HN | Hà Nội                | thành phố trực thuộc trung ương |
| VN-HP | Hải Phòng             | thành phố trực thuộc trung ương |
| VN-SG | Thành phố Hồ Chí Minh | thành phố trực thuộc trung ương |
| VN-26 | Huế                   | thành phố trực thuộc trung ương |